# Louis-Auguste Bosseboeuf
L'abbé Louis-Auguste Bosseboeuf, né le 4 juillet 1852 à Iteuil, mort le 8 février 1928 à Saint-Louand, est un ecclésiastique, archiviste, historien et archéologue français, spécialiste de la Touraine.

## Biographie
Originaire du Poitou, Louis-Auguste Bosseboeuf est le fils de François Bossebœuf et de Catherine Rosalie Pascault. Il est le frère de François Bossebœuf et de l'industriel Charles Bossebœuf, président de la Chambre de commerce et d'industrie de Tours. Il suivit, enfant, son père à Langeais, où il fut régisseur du comte de Falloux, puis de l'amiral marquis Louis Charles Gustave du Rousseau de Fayolle, son beau-frère, au domaine de Châteaufort. Il poursuivit, après ses études secondaires commencées sous la direction du vicaire de Langeais, l’abbé Hersand, au Petit Séminaire de Tours et fut ordonné prêtre le 18 septembre 1875. Aussitôt nommé vicaire à Montlouis, dont le curé était l'abbé Viollet, il aida ce dernier pendant trois ans dans son ministère, continuant sa vie laborieuse comme au séminaire, tant pour ses études personnelles que pour l'enseignement. Le premier élève qu'il initia aux études ne fut autre que son propre frère, le chanoine François Bossebœuf (1862-1943).
Le 2 juillet 1878, il fut transféré à la cure de Marigny-Marmande, aux confins de la Touraine et du Poitou pour succéder à l’abbé Deniau, mort en 1926 à Ligueil. Il fut l’archiviste et historiographe du diocèse de Tours. Le 30 juin 1880, il entra à la Société archéologique de Touraine.
Le 15 octobre 1885, il fut appelé par le cardinal Meignan à devenir professeur d'histoire au Petit Séminaire de Tours, dont la direction, jusque-là aux mains des prêtres de la Mission, venait d’être confiée au clergé diocésain. Vers le même temps, après la mort de l’abbé Hersand, Mgr Meignan l’appela à lui servir de secrétaire particulier. La même année, il publia, avec l’approbation de son supérieur, après les corrections suggérées par le chanoine Pouan, Le Syllabus sans parti pris, dont un publiciste fit parvenir un exemplaire amputé de son élogieuse approbation archiépiscopale à Rome. Ces considérations sur le Syllabus fut mis à l’index, et le cardinal dut transmettre la soumission de leur auteur au pape Léon XIII qui exprima aussitôt à l'archevêque « la joie que lui causaient la soumission et la modestie de l'auteur du livre condamné ».
Le 30 janvier 1889, sous la présidence de Joseph Delaville Le Roulx, il accepta les fonctions de secrétaire général de la Société archéologique de Touraine. En 1891, il quitta l’enseignement et, après s'être démis des fonctions de secrétaire du cardinal Meignan, et entreprit un voyage d'étude en Italie, qui devait être des plus féconds. L’étude du mouvement littéraire et artistique de la Renaissance le prépara à comprendre le rôle des artistes italiens en Touraine et l’amena à appeler la Touraine « la Toscane de la France » et à comparer Tours à Florence et Amboise à Sienne.
De retour à Tours, il reprit ses recherches, ses études et ses travaux pour produire une série d’articles sur la vie à Tours sous Louis XI et des notices sur Clos-Lucé, Oiron, Fontevrault, Saint-Aignan, Montreuil-Bellay. En 1891, il acheva son étude sur l'École de calligraphie et de miniature de Tours et, le 30 janvier 1895, il fut choisi pour succéder comme président à Léon Palustre, mort en octobre 1894.
Chanoine du chapitre cathédral de Tours et chanoine honoraire de Coutances en 1909, il fut affecté, en 1915, à Beaumont-la-Ronce, dont le curé, mobilisé, était tombé en servant comme infirmier.
Il fonde l'Institut tourangeau, qui est destiné à unir les sociétés savantes de Touraine, et la revue mensuelle La Touraine artistique, littéraire, scientifique et mondaine en 1912.
Mort le 8 février 1928 au prieuré de Saint-Louand (Chinon), il est inhumé au cimetière de Semblançay.
Il a écrit aussi sous les pseudonymes de « A.-L. Boskérat », « Louis Dumont » (ou « Louis du Mont »), « Ariel Mouette » et « Jean du Clain ».

## Distinctions
- Officier de l'Instruction publique

## Publications
- Amboise Tome II (2013)
- Amboise Tome I (2012)
- Amboise (2012)
- Le château et la sainte-chapelle de Champigny-sur-Veude (1994)
- Oiron : le château et la collégiale (1976)
- Allocution familière adressée à M. Pierre Servas et à Mlle Elisabeth Musnier de Pleignes à l'occasion de leur mariage en l'église Sainte Jeanne d'Arc de Tours, par M. le Chanoine Bosseboeuf, 11 novembre 1939 (1940)
- Vie de saint Armel, religieux de l'Angleterre et de la Bretagne, apôtre et patron de Beaumont-la-Ronce (1918)
- L'abbaye de Beaulieu-lès-Loches et quelques monuments de sa dépendance (1914)
- Michel de Marolles (1911)
- La Touraine à travers les âges (1911)
- Le Mont Saint-Michel dans le passé, le présent et l'avenir, nouveau guide illustré du Mont Saint-Michel et des environs (1909)
- Le Château de Chaumont-sur-Loire et les environs (1907)
- « Antoine Charpentier, son atelier et ses œuvres », dans Réunion des sociétés des beaux-arts des départements du 21 au 24 mai 1907. 31e session, Paris, typographie Plon-Nourrit et Cie, 1907 (lire en ligne), p. 168-182
- Le Château de Chaumont dans l'histoire et les arts (1906)
- La Manufacture de tapisseries de Tours (1904)
- Le Château de Véretz, son histoire et ses souvenirs (1903)
- La Touraine historique. Documents inédits. Comptes de Louis XI, Louis XII et Catherine de Médicis (1900)
- La Vie seigneuriale en province. Le Coudray-Montpensier, l'abbaye de Seuilly et les environs (1900)
- La Touraine historique. Jeanne d'Arc en Touraine, d'après les documents officiels (1899)
- La Touraine historique et monumentale (1897)
- De l'Indre à l'Indrois. Montrésor, le château, la collégiale et les environs : Beaulieu, Saint-Jean, Le Liget et La Corroirie (1897)
- Montrésor, le château, la collégiale et les environs (1897)
- Une Excursion en Anjou. Montreuil-Bellay. Le Puy-Notre-Dame et Asnières (1895)
- Tours et ses monuments. L'archevêché, la cathédrale et le cloître Saint-Gatien (1895)
- Fontevraud, son histoire et ses monuments (1895)
- Langeais et son château, monuments et souvenirs, au jardin de la France (1894)
- École de calligraphie et de miniature de Tours I (1891)
- Les Arts en Touraine. École de calligraphie et de miniature de Tours (1891)
- Histoire de Richelieu et des environs, au point de vue civil, religieux et artistique (1890)
- Histoire et archéologie. Saint-Aignan, Tésée et Montrichard (1890)
- Histoire et archéologie. Fontevrault, son histoire et ses monuments (1890)
- Richelieu et ses environs (1890)
- Dix ans à Tours sous Louis XI (1890)
- Histoire et archéologie. Oiron, le château et la collégiale (1889)
- Rues de Tours, avec une nomenclature des vieilles enseignes et un plan général (1888)
- Richelieu, monuments et souvenirs, avec une vue générale du château (1888)
- La Touraine dans les Missions. Urbain Lefebvre, missionnaire dans les Indes et la Chine (1725-1792), avec une introduction sur trois évêques missionnaires de Touraine (1888)
- Les Rues de Tours, notes et renseignements sur les rues, places et boulevards de la ville, avec une nomenclature des vieilles enseignes et un plan général (1888)
- Le Syllabus sans parti pris (1885)
- Le Château et la Sainte-Chapelle de Champigny-sur-Veude (Indre-et-Loire), notice historique et archéologique (1881)
- Tonnelé et Clocheville, souvenirs et institutions charitables
- Pascal et l'expérience du Puy-de-Dôme
- Une discussion entre savants au XVIIe siècle, Descartes et Fermat
- Le Cérémonial de la Ste Chapelle de Champigny
- Origine de Christophe Plantin